# Grange, Kent
Grange är en by i unparished area Gillingham, i distriktet Medway, i grevskapet Kent, i England. Byn är belägen 14 km från Maidstone. Grange var en civil parish 1866–1906 när blev den en del av Gillingham. Civil parish hade 154 invånare år 1901.